# Don Hertzfeldt
Don Hertzfeldt (Fremont, Califórnia, 1 de agosto de 1976) é um animador, escritor e cineasta americano. Como reconhecimento, foi nomeado ao Oscar 2016 na categoria de Melhor Animação em Curta-metragem por World of Tomorrow.